# Ханча
Ханча́ (кор. 한자; кит.: 漢字) — корейська назва китайських ієрогліфів. Зазвичай це стосується запозичених китайських символів, що вживаються в корейській мові із корейською вимовою. Через те що символи ханча ніколи не зазнавали значних змін, вони ідентичні традиційним китайським ієрогліфам.
Ханча застосовується тільки для запису слів китайського походження. Її вжиток факультативний — будь-яке слово можна записати хангилем, при цьому довжина слова на письмі не змінюється. Проте, така заміна може спричинити втрату оригінального значення слова, оскільки ханча омофонічна.
У Південній Кореї ханча застосовується зрідка — переважно в науковій літературі й періодиці. В інших випадках її вказують у дужках після запису слова, якщо виникає неоднозначність. У Північній Кореї практично не вживаються. Однак, у словниках корейської мови ієрогліфічне написання обов'язково вказується для усіх слів китайського походження.